# Natura 2000-område nr. 62 Venø, Venø Sund
Natura 2000-område nr. 62 Venø, Venø Sund  er et habitatområde (H55) Venø og Venø Sund og fuglebeskyttelsesområde (F40), der har et areal på i alt 2926 ha, hvoraf de 135 ha er landareal, mens resten udgøres af det lavvandede brakvandsområde omkring Venø.
Venø er ca. 8 km lang og op til 1,5 km bred og er beliggende umiddelbart
nord for Struer i den sydvestlige del af Limfjorden. I Natura
2000-området indgår marine områder samt strandenge og klitnaturtyper
ved Humlum og langs Venøs vestkyst, mens langt hovedparten
af selve Venø ikke er er en del af området. Strandengene er bedst
udviklet i området omkring den lavvandede Nørskov Vig, der er beliggende
på Venøs nordspids. Området rummer endvidere mindre forekomster af heder og
overdrev på kystskrænterne af Venø. Habitatområdet og fuglebeskyttelsesområdet er sammenfaldende. Fuglebeskyttelsesområdet er udpeget af hensyn til
ynglefuglene klyde og dværgterne, der især findes ved
Nørskov Vig, samt lysbuget knortegås, der ofte fouragerer på strandengene
for- og efterår.
Nørskov Vig er også vildtreservat der har til formål at beskytte rugende fugle i området
mod forstyrrelse ved at regulere færdsel og sejlads
i fuglenes yngletid mellem 1. april og 15. juli. Adgangsbegrænsningen
er også for at beskytte forekomsten af spættet sæl, der har en hvileplads
på den nordøstligste spids af Venø, Bradser Odde.

## Udpegningsgrundlag for Fuglebeskyttelsesområde nr. 40
(T)=trækfugl, (Y)=ynglefugl
- Lysbuget knortegås (T)
- Hvinand (T)
- Toppet skallesluger (T)
- Klyde (Y)
- Dværgterne (Y)

## Fredninger
I området er der et fredet område,
Vejsbjerge-fredningen fra 1971 der omfatter tre arealer på i alt 4,4 ha, hvoraf ca. 1,5 ha er beliggende i natura 2000 området. Endvidere er der en fredning af Kleppen, hvorfra der er færgeforbindelse til Venø, for at sikre offentligheden adgang til arealet.

## Videre forløb
Natura 2000-planen blev vedtaget i 2011, hvorefter kommunalbestyrelserne
og Naturstyrelsen udarbejdede bindende handleplaner for
gennemførelsen af planen. Planen videreføres og videreudvikles i senere planperioder.
Natura 2000-området ligger i Struer Kommune, og naturplanen koordineres med vandplanen for 1.2 Hovedvandopland Limfjorden 

## Eksterne kilder og henvisninger
1. ↑  Miljøstyrelsen Midtjylland (juni 2023). "Naturplan 2022-2027  Natura 2000-område nr.    62 Venø, Venø Sund" (PDF). mst.dk. Miljøstyrelsen. Hentet 6. juni 2024.{{cite web}}:  CS1-vedligeholdelse: url-status (link)
2. ↑  
Miljøstyrelsen Midtjylland (november 2021). "Revideret basisanalyse 2022-2027  Natura 2000-område nr. 62 Venø, Venø Sund" (PDF). mst.dk. Miljøstyrelsen. Arkiveret (PDF) fra originalen 7. juni 2024. Hentet 7. juni 2024.
3. ↑  "Natura 2000-planlægning 2022-2027". mst.dk. Miljøstyrelsen. 2023. Arkiveret fra originalen 29. marts 2024. Hentet 11. maj 2024.
4. ↑  "Hovedvandopland 1.2 Limfjorden 2009 – 2015" (PDF). mst.dk. Miljøministeriet Naturstyrelsen. Arkiveret fra originalen (PDF) 6. juni 2024. Hentet 6. juni 2024.

- Kort over området på miljoegis.mim.dk